# Provincia de Prey Veng
La Provincia de Prey Veng es una provincia del Reino de Camboya cuya capital es la Ciudad de Prey Veng. El nombre "Prey" traduce en Idioma jemer "Bosque" y "Veng", "Gran". La Provincia limita: N Provincia de Kompung Cham, E Provincia de Svay Rieng, S Vietnam, O Provincia de Kandal.

## Historia
Con la provincia de Svay Rieng, la región hizo parte de los antiguos reinos preangkorianos y con la antigua provincia de Kampuchéa Krom, hoy parte de Vietnam, la región es considerada la cuna de la civilización jemer. Pero la Provincia es hoy una de las más pobres del país y salvo que es territorio de paso por la Carretera Phnom Penh - Ciudad Ho Chi Minh, no atrae mucho al turismo.

## Geografía
Pese al nombre que lleva "Bosque Grande", Prey Veng no tiene ya esos bosques antiguos.

## División política
La Provincia se divide en doce distritos:
- 1401 Ba Phnum (បាភ្នំ)
- 1402 Kamchay Mear (កំចាយមារ)
- 1403 Kampong Trabaek (កំពង់ត្របែក)
- 1404 Kanhchriech (កញ្ច្រៀច)
- 1405 Me Sang (មេសាង)
- 1406 Peam Chor (ពាមជរ)
- 1407 Peam Ro (ពាមរ)
- 1408 Pea Reang (ពារាំង)
- 1409 Preah Sdach (ព្រះស្ដេច)
- 1410 Ciudad de Prey Veng (ព្រៃវែង)
- 1411 Kampong Leav (កំពង់លាវ)
- 1412 Sithor Kandal (ស៊ីធរកណ្ដាល)